# Jan Boisot
Jan of Jean Boisot (overleden in of kort voor 1602) was een Brabants edelman, geleerde en plantkundige.

## Leven
Hij was de jongste zoon van de rekenmeester Pierre I Boisot († 1528) en diens tweede vrouw Barbe van Kriekengys. Het geslacht Boisot behoorde tot de hogere ambtsadel en had uitgebreide bezittingen. Jan Boisot, die van Mechelen afkomstig was, bezat een huis in Brussel met een eigen botanische tuin, die als de beste van de stad werd beschouwd. Daar teelde hij vooral bol- en knolgewassen, zoals lelie's, tulpen, krokussen, colchica, narcissen, fritillaria, lissen en cyclamen, naast anemonen en ranunculus. Hij was bevriend met Carolus Clusius, met wie hij correspondeerde (vijftien brieven bewaard uit de periode 1582-1597) en aan wie hij bijzondere planten bezorgde. Hij was geen reiziger, maar Clusius beschouwde hem als een belangrijk pionier van de plantkunde. 
Boisot was een geleerd man die Latijn en Grieks beheerste en aan theologie deed. Hij stond op goede voet met Justus Lipsius en Christoffel Plantijn, en verzorgde zijn internationale contacten, zoals Joseph Goedenhuyze in Firenze, Alfonso Pancio in Ferrara en François Holbecque in Aranjuez. Om hun botanisch materiaal te ontvangen hielp het dat hij hoge connecties had met de Habsburgse bestuursaristocratie en dat verschillende van zijn familieleden getrouwd waren met de postmeestersfamilie Tassis. Het is niet bekend of Boisot enig ambt uitoefende. Hij importeerde zeldzame planten uit de Levant en probeerde ze te acclimatiseren. Reeds in de jaren 1570 kweekte hij tulpen uit zaad in zijn tuin, een geduldig en deskundig werk dat toeliet onvoorspelbare kleurvariaties te bereiken. Hij en zijn vrienden beschouwden wit als de meest nobele kleur.

## Familie
Boisot was getrouwd met Anna du Maij en had drie bekende kinderen:
- Adriana Boisot, getrouwd met Edward van der Elst
- Johanna Boisot
- Filips Boisot, heer van Ruart, Ways, Glabais en La Hutte, rond 1595 getrouwd met Antoinette Pitpance[4]

## Voetnoten
1. ↑  Zijn dood wordt op 2 februari 1602 vermeld door Jacques Plateau. Zie: Egmond 2015, p. 34 en n. 6
2. 1 2  A.M.M. Bal, Geschiedenis van Huizingen en van het kasteel, Brussel, Drukkerij H. De Smedt, 1958, p. 56
3. ↑  Bruselles [...] ha Giovanni Boisot, doctissimo nelle lingue Latina & Greca, gran' Teologo & molto intendente, & esperto nella virtu de simplici, aangehaald in Lodovico Guicciardini, Descrizione di tutti i Paesi Bassi, 1567, p. 59
4. ↑  Anderen menen daarentegen dat dit een zoon is van Jean (III) de Besutz († 1582). Zie: Gaston Graive, Grand Dictionnaire biographique de Genappe (Genappe, Bousval, Baisy, Glabais, Houtain-le-Val, Loupoigne, Vieux-Genappe et Ways), Bousval, 2014, p. 24